# Гбани

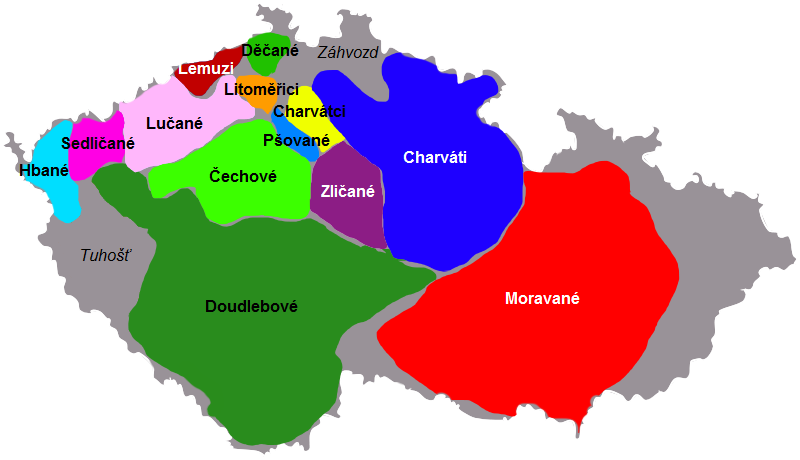
Гбани на чеській карті

Гбани (Hbané, Hbanové) — західнослав'янське плем'я, найзахідніше з чеськіх племен, які увійшли пізніше в Чеське князівство, в V—VI століттях, нарівні з багатьма іншими слов'янськими племенами, прибуло з Північного Прикарпаття на територію Богемії, а в V—VI століттях колонізувало верхів'я річки Огрже. Спільно зі своїми Східними сусідами седлічанами, лучанами та іншими племенами гбани брали участь в об'єднанні чеських племен та формуванні чеської нації та державності. Імовірно, їхньою столицею було місто Хеб.